# Hermanas de los árboles
Hermanas de los árboles  es una película coproducción de India y Argentina filmada en colores dirigida por Camila Menéndez y Lucas Peñafort sobre su propio guion que se estrenó el 20 de noviembre de 2018 en la India y el 5 de noviembre de 2020 en Argentina. La película, cuyo nombre original es Sisters of the Trees está íntegramente filmada en Piplantri y hablada en hindi y en rayastani.

## Producción
El filme fue rodado íntegramente en la aldea de Piplantri, cuya principal fuente de ingresos, la explotación minera, produjo daños ambientales como la sequía y la pérdida de altura de las montañas que degradaron la calidad del suelo. La película narra la acción comunitaria que nació como la reacción de la sociedad ante el problema y logró revitalizar la naturaleza del lugar haciendo que prosperaran la fauna y la flora prosperaron como nunca antes. Los directores y guionistas Camila Menéndez y Lucas Peñafort que vivían en la provincia de Mendoza, Argentina, declararon que “fueron a la India movidos por el sueño de retratar la vida y la muerte en una cultura que es la madre de las creencias religiosas de la humanidad.”

## Sinopsis
En Piplantri, una aldea ubicada en el distrito de Rajsamand en el estado de Rajasthan , India, en la cual los aldeanos plantan 111 árboles cada vez que nace una niña y la comunidad se asegura de que estos árboles sobrevivan, logrando su fruto a medida que las niñas crecen. India tiene un enorme déficit de niñas porque la sociedad está obsesionada con los niños varones y las niñas se consideran cargas financieras debido a la costumbre de pagar una dote cuando se casan. Desde 2006 fueron plantados así más de 300.000 árboles en los pastos comunes de la aldea. Cuando nace una niña, para garantizar su seguridad financiera, se abre una cuenta bancaria a la que la comunidad aporta 21.000 rupias  y los padres 10.000 rupias; su resultado solo se puede utilizar después de que ella cumpla 18 años. Para asegurar que la niña reciba una educación adecuada, los aldeanos obligan a los padres a firmar un compromiso legal  que les impide casarla antes de que alcance la edad legal para contraer matrimonio. La idea partió de un hombre llamado Shyam Sunder Paliwal  que luego de perder a una hija de 16 años convenció a la comunidad que los árboles deberían plantarse no para conmemorar la muerte, sino para celebrar la vida de todas las niñas. 

## Entrevistados
- Kala Devi Paliwal
- Bhawari Devi Paliwal
- Nikita Paliwal
- Daku Prajapat
- Leela Rajput
- Shyam Sunder Paliwal
- Bhavar Singh Sisodia

## Comentarios
Alejandra Portela en el sitio médium.con/leedor opinó:

”Un paisaje de mármol y un hachero que tira abajo un árbol. Parece no haber mas sequedad que esa. Estamos en el Norte de la India, la provincia de Rajhastan, el paraíso de las piedras naturales. A esos planos fijos iniciales del documental de los argentinos Camila Menéndez y Lucas Peñafort le sucede un plano con cámara en movimiento que acompaña a dos mujeres con sus túnicas coloridas, estruendosamente coloridas de rojos y amarillos fuertes que contrastan sobre el paisaje árido. Bello choque que la fotografía exalta a lo largo de todo el film cuya introducción, más bien descriptiva, ya presenta las tres ideas que va a desarrollar el documental: el trabajo, la ecología y las mujeres, puestas en lógico equilibrio. Sin lo uno no hay lo otro. La cantera avanza y el pueblo de Piplantri queda más pequeño. Tres personas entran a una casa abandonada y encuentran las herramientas de su padre. Ellos saben que algún día deberán dejar la aldea, que ya pasó la época de las plantaciones de manzanos y de plátanos. El 70% de la población india vive en este tipo de aldeas: los hombres mayormente trabajan en las canteras, las mujeres intentan escapar a las rígidas normas ancestrales: se reúnen y organizan para contenerse y acompañar a aquellas que esperan una hija, a las que muchas veces las familias pobres no solo rechazan sino que son capaces de deshacerse de ellas....el documental se convierte en vidriera de una experiencia modelo, sin desplegar metáforas, sino paraísos posibles en este mundo tan castigado.

Gabriela Mársico en el sitio cineramaplus.com escribió:

” se rodó en un pueblo del noroeste de la India en el estado de Rajastán. Este valioso testimonio nos muestra cómo las mujeres han logrado llevar adelante el trabajo de riego y mantenimiento de viveros que han contribuido al mejoramiento del medio ambiente castigado por la naturaleza con quince años de sequía, y por la explotación de la mina de mármol más grande de Asia. Pero el recorrido que hace el filme, a través de los testimonios de las mujeres, nos llevará aún más lejos, a la lucha de esas mismas mujeres para combatir prácticas culturales milenarias en torno a las niñas, el infanticidio, por razones económicas, y al empoderamiento de la mujer a través de la alfabetización, y de la capacitación para trabajar fuera del ámbito familiar.“

## Premio
FIDBA 2019: Premio ADF a la mejor fotografía para Camila Menéndez.